# John Golden Theatre
Il John Golden Theatre è un teatro di Broadway sito nel quartiere di Midtown Manhattan a New York.

## Storia
Progettato in stile moresco da Herbert J. Krapp, il teatro aprì al pubblico nel 1927 e per i primi dieci anni della sua storia fu noto come Theatre Masque. L'impresario John Golden acquistò il teatro nel 1937 e lo ribattezzò con il proprio nome. Durante gli anni quaranta e cinquanta il teatro ospitava sia messe in scena di opere teatrali che proiezioni di film, lavorano a tutti gli effetti anche come cinema. La Shubert Organization acquistò il teatro alla fine degli anni 50 e lo convertì definitivamente all'esclusivo uso teatrale. Nel corso della sua storia il teatro ha ospitato le prime statunitensi di importanti opere teatrali del XX secolo, tra cui Aspettando Godot (1956), Gin Game (1977), 'night, Mother (1984) e Glengarry Glen Ross (1984). A differenza della maggior parte dei teatri di Broadway, il John Golden viene usato quasi esclusivamente per opere di prosa e non per musical, con la notevole eccezione di Avenue Q, rimasto in cartellone dal 2003 al 2009.
Nel XXI secolo il teatro ha continuato ad ospitare allestimenti dei maggiori autori contemporanei in lingua inglese, tra cui Edward Albee (La capra, 2002; Un equilibrio delicato, 2014; Tre donne alte, 2018) e Martin McDonagh (Hangmen, 2020). Altri drammi di successo nella programmazione del teatro sono stati Master Class (1995), Side Man (1998), Red (2010) e Vanya and Sonia and Masha and Spike (2013), tutti e quattro premiati con il Tony Award alla migliore opera teatrale.
Nel corso della sua storia, il palco del John Golden Theatre è stato calcato da numerose star del cinema, del teatro e della televisione, tra cui Alan Rickman, Sally Field, Eddie Redmayne, Vanessa Redgrave, Glenda Jackson, Patti LuPone, Kathy Bates, James Earl Jones, Mike Nichols e Sigourney Weaver.